# 安孫子石太郎
安孫子 石太郎（あびこ いしたろう、生年不明 - 1906年〈明治39年〉）は、日本の商人（柏屋、荒物小間物商並びに蝋燭製造）、政治家。新潟県北蒲原郡水原町長。名は石、字は頑夫、通称は石太郎、号は城南。

## 人物
新潟県北蒲原郡水原町（現・阿賀野市）の人で、安孫子貽堂の孫。諏訪山の大野耻堂塾に学ぶ。更に東京へ出て安井息軒に就いて2年学んで帰郷する。後に再び上京し、大野楳華に、次いで中村敬宇の同人社に投じ2年留まる。
両親が高齢のため遂に郷里の営業に戻ることとなり、推されて町長となり、又郵便局長となる。

## 家族
安孫子家
安孫子家は水原の安孫子氏の一族に相違ないが、何処から分かれた家かはっきりしない。蝋燭を製し紙を売って生業とし、傍ら質屋を営んだ。
- 祖父・貽堂（いどう） - 名は億、字は君宜、貽堂はその号である[2]。性質閑雅で、読書吟詠を好み江戸に在ること3年、菊池五山に詩を、谷文晁に画を学んだ[2]。著に貽堂吟稿二巻がある[2]。